# Puya vasquezii
Puya vasquezii là một loài thực vật có hoa trong họ Bromeliaceae. Loài này được Ibisch & E.Gross miêu tả khoa học đầu tiên năm 1998. Chúng là loài đặc hữu của Bolivia.